# Ich bin kein Engel
Ich bin kein Engel (Originaltitel: I’m No Angel) ist eine US-amerikanische Filmkomödie unter der Regie von Wesley Ruggles. Hauptdarstellerin war Mae West, die auch für das Drehbuch hauptverantwortlich war. Durch diesen Kassenerfolg und Sie tat ihm unrecht aus demselben Jahr etablierte sie sich als großer Hollywood-Star.

## Handlung
Die attraktive Tira tritt als Sängerin und Shimmy-Tänzerin in der zweitklassigen Sideshow von „Big Bill“ Barton auf. Ein wohlhabender Geschäftsmann mittleren Alters, Ernest Brown aus Dallas, arrangiert ein privates Rendezvous mit Tira. Das Treffen wird von Slick gestört, Tiras Freund, einem Taschendieb, der eifersüchtig ist und den verheirateten Brown mit dem Treffen erpressen will. Brown will die Polizei rufen, woraufhin ihm Slick mit einer Flasche auf den Kopf schlägt. Slick glaubt irrtümlicherweise, Brown getötet zu haben und flieht, wird aber später gefasst und wegen Diebstahls zu einer Gefängnisstrafe verurteilt.
Tira fürchtet, dass Slick ihr vor Gericht etwas anhängen würde, und benötigt daher dringend Geld, um ihren Anwalt Benny Pinkowitz zu bezahlen. Sie lässt sich daher auf das Angebot von „Big Bill“ ein, als Löwenzähmerin in die Manege zu steigen. Die Show, eine Mischung aus sexuellen Anspielungen und Lebensgefahr, in der Tira Löwen „dressiert“ und schließlich ihren Kopf in das Maul des Löwen steckt, wird ein voller Erfolg und macht sie berühmt.
Bei ihrem Auftritt in New York verliebt sich der reiche Kirk Lawrence in Tira und vernachlässigt deshalb seine Verlobte, Alicia Hatton. Als Kirk mit dem Gedanken an eine Heirat mit Tira spielt, schreitet sein noch reicherer Cousin und Freund Jack Clayton ein. Er sucht Tira in ihrem Appartement auf und bittet sie, Kirk und seine Verlobte doch in Ruhe zu lassen. Clayton verfällt aber selbst binnen kurzer Zeit der Anziehungskraft von Tira und verliebt sich in sie. Tira meint zu ihren Dienstmädchen, dass sie mit dem charmanten Clayton erstmals einen Mann lieben könne. Als sich eine Hochzeit zwischen den beiden anbahnt, erklärt Tira „Big Bill“, mit der Zirkusshow aufhören zu wollen. „Big Bill“ will weiter Geld mit ihren Auftritten verdienen und arrangiert eine Intrige: der kürzlich aus dem Gefängnis entlassene Slick schleicht sich in Tiras Abwesenheit in ihre Wohnung, wo er sich einen Schlafanzug anzieht und in diesem Clayton entgegentritt. Clayton löst daraufhin seine Verlobung.
Über den Anwalt Pinkowitz verklagt Tira daraufhin Clayton, sein Heiratsversprechen gebrochen zu haben. Die Verteidigung versucht Tira mit ihren früheren Männerbeziehungen zu diskreditieren. Dadurch wird die Gerichtsverhandlung zu einem Wiedersehen Tiras mit den früheren Männern in ihrem Leben. Tira darf die Männer der Reihe nach selbst ins Kreuzverhör nehmen und führt sie regelrecht vor. Sie umwickelt mit ihrem Charme die Geschworenen und sogar den Richter. Auch Clayton entdeckt im Laufe des Prozesses seine Liebe für Tira wieder. Er stimmt noch vor dem Urteilsspruch zu, Tira mit einer großen Summe Geld abzufinden. Kurz nach dem Prozess sucht Clayton sie auf, Tira zerreißt den Abfindungsscheck und die beiden versöhnen sich.

## Hintergrund
Für die Grundidee und einen großen Teil des Drehbuchs zeigte sich Mae West bei ihrem dritten Film Ich bin kein Engel selbst verantwortlich. Mit ihren Broadway-Bühnenstücken, in denen sie sexuelle Tabubrüche unternahm, war sie in den 1920er-Jahren bekannt geworden. Nach einer Nebenrolle in Night After Night hatte sie mit ihrem zweiten Film Sie tat ihm unrecht Anfang 1933 einen großen Erfolg gelandet. Allerdings sorgte West auch im Filmgeschäft für Kontroversen: Die Filmzensoren standen insbesondere vielen der anzüglichen Sprüche im Film kritisch gegenüber und forderten bereits 1933 etliche Änderungen. Nachdem der Hays Code im Jahr 1934 in Kraft trat und die strengen Zensurregeln verpflichtend wurden, wurde Ich bin kein Engel aus dem Verkehr gezogen. Bekannte Sprüche von West aus dem Film sind unter anderem „When I’m good I’m very good. But when I’m bad I’m better.“ und „Well, it’s not the men in your life that counts, it’s the life in your men“, letztere Zeile wurde auch vom American Film Institute für die 100 besten amerikanischen Filmzitate nominiert.
Ich bin kein Engel hatte ein übersichtliches Budget von rund 225.000 US-Dollar. Laut modernen Quellen soll der Film über 2,25 US-Dollar Millionen US-Dollar in Nordamerika und nochmal über eine Million US-Dollar im Rest der Welt eingenommen haben. Damit war der Film einer der großen Kassenschlager des Jahres 1933 und übertraf sogar noch den Erfolg von Sie tat ihm unrecht wenige Monate zuvor. Beide Filme machten Mae West zu einem großen Hollywood-Star und brachten auch die Karriere von Cary Grant, der erst ein Jahr zuvor sein Filmdebüt gemacht hatte, erheblich voran. Dem Erfolg der beiden West-Filme wird oft bescheinigt, ein Hauptgrund für das Fortbestehen der in der Weltwirtschaftskrise kriselnden Paramount Pictures gewesen zu sein.
Die im Film von Mae West gesungenen Lieder „They Call Me Sister Honky-Tonk“, „That Dallas Man“, „I Found a New Way to Go to Town“, „I Want You, I Need You“ und „I’m No Angel“ wurden von Harvey Oliver Brooks komponiert, die Texte schrieben Gladys DuBois und Ben Ellison. Im Abspann ungenannt waren offenbar gleich sechs Komponisten an der Filmmusik beteiligt, darunter John Leipold, Heinz Roemheld und Karl Hajos. Die Kostüme wurden von Travis Banton entworfen, für das Szenenbild waren Hans Dreier und Bernard Herzbrun verantwortlich.

## Kritiken
Mordaunt Hall besprach den Film in der New York Times vom 14. Oktober 1933 positiv. Mae West statte ihre Rolle mit Glanz und Natürlichkeit aus, ihre Sprüche und Handlungen würden stets „spontan“ wirken. Auch weitere Beteiligte fanden Halls Lob: Wesley Ruggles führe mit seiner „üblichen Intelligenz“, unter den weiteren Darstellern sei Cary Grant „erfreulich“, Walter Walker „exzellent“ und Gregory Ratoff „gut“. Helen Brown Norden schrieb im Vanity Fair, dass der Film „einige großartige Szenen“ biete und unbedingt sehenswert sei.
Unter modernen Kritikern ist die Rezeption überwiegend positiv. Ken Hanke meint, dass entweder dieser Film oder Sie tat ihm unrecht der „purste, unzensierteste Film“ von West sei – Ich bin kein Engel sei aber gegenüber dem Vorgängerfilm deutlich „elaborierter“ und man wundere sich sehr, dass sie selbst für die Standards des Pre-Codes außergewöhnlich viel an den Zensoren vorbeischmuggeln konnte. Die für den Film geschriebenen Songs seien gut und Mae Wests Sprüche „brachial und scharf“. Dennis Schwartz meinte, der Film zeige Mae West in „Top-Form“. „Der riskante Streifen ist vielleicht nicht so klug, wie er von sich denkt, aber es war ein guter eskapistischer Stoff für die Zuschauer in der Great Depression und es ist eine Freude zu sehen, wie ein Film von damals war, wenn er nicht zensiert wurde“, so Schwartz. Reel Film Reviews war vom Film selbst wenig überzeugt und meinte, er sei auf „vorhersehbare Weise unberechenbar“ – der Film funktioniere hauptsächlich aufgrund von Mae West, ihrer Ausstrahlung und ihren Sprüchen.
Der Filmdienst verweist darauf, dass West „die absolute Kontrolle über den Film“ gehabt habe, die Rolle sei ihr „auf den Leib geschrieben“. Die Komödie gelte „als eine der witzigsten ihrer Zeit.“